# والانتالای
والانتالای (به لاتین: Valantalai) یک منطقهٔ مسکونی در سری‌لانکا است که در استان شمالی (سری‌لانکا) واقع شده‌است.